# Towers Football 2019
Questa voce raccoglie le informazioni riguardanti i Towers Football nelle competizioni ufficiali della stagione 2019.

## I Campeonato Nacional de Futebol Americano

### Stagione regolare
| 10 febbraio 2019 | Braga Black Knights | 0 – 38 | Towers Football |  |

| 10 marzo 2019 | Évora Eagles | 14 – 48 | Towers Football |  |

| 23-24 marzo 2019 | Towers Football | – | Lisboa Navigators B |  |

| 6-7 aprile 2019 | Towers Football | – | Braga Black Knights |  |

## Statistiche di squadra
| Competizione | %Vittorie | In casa | In casa | In casa | In casa | In casa | In casa | In trasferta | In trasferta | In trasferta | In trasferta | In trasferta | In trasferta | Totale | Totale | Totale | Totale | Totale | Totale |
| Competizione | %Vittorie | G       | V       | N       | P       | Pf      | Ps      | G            | V            | N            | P            | Pf           | Ps           | G      | V      | N      | P      | Pf     | Ps     |
| ------------ | --------- | ------- | ------- | ------- | ------- | ------- | ------- | ------------ | ------------ | ------------ | ------------ | ------------ | ------------ | ------ | ------ | ------ | ------ | ------ | ------ |
| Campionato   | 1.000     | 0       | 0       | 0       | 0       | 0       | 0       | 2            | 2            | 0            | 0            | 86           | 14           | 2      | 2      | 0      | 0      | 86     | 14     |
| Totale       | 1.000     | 0       | 0       | 0       | 0       | 0       | 0       | 2            | 2            | 0            | 0            | 86           | 14           | 2      | 2      | 0      | 0      | 86     | 14     |